# André Bay (écrivain)
Pour les articles homonymes, voir André Bay et Bay.
André Bay, né André Pierre Robert Dupont, le 19 septembre 1916 à La Bonneville-sur-Iton, et mort le 14 janvier 2013 à Cormeilles-en-Parisis, est un ancien directeur littéraire des éditions Stock, traducteur, écrivain, critique d'art et artiste.

## Biographie

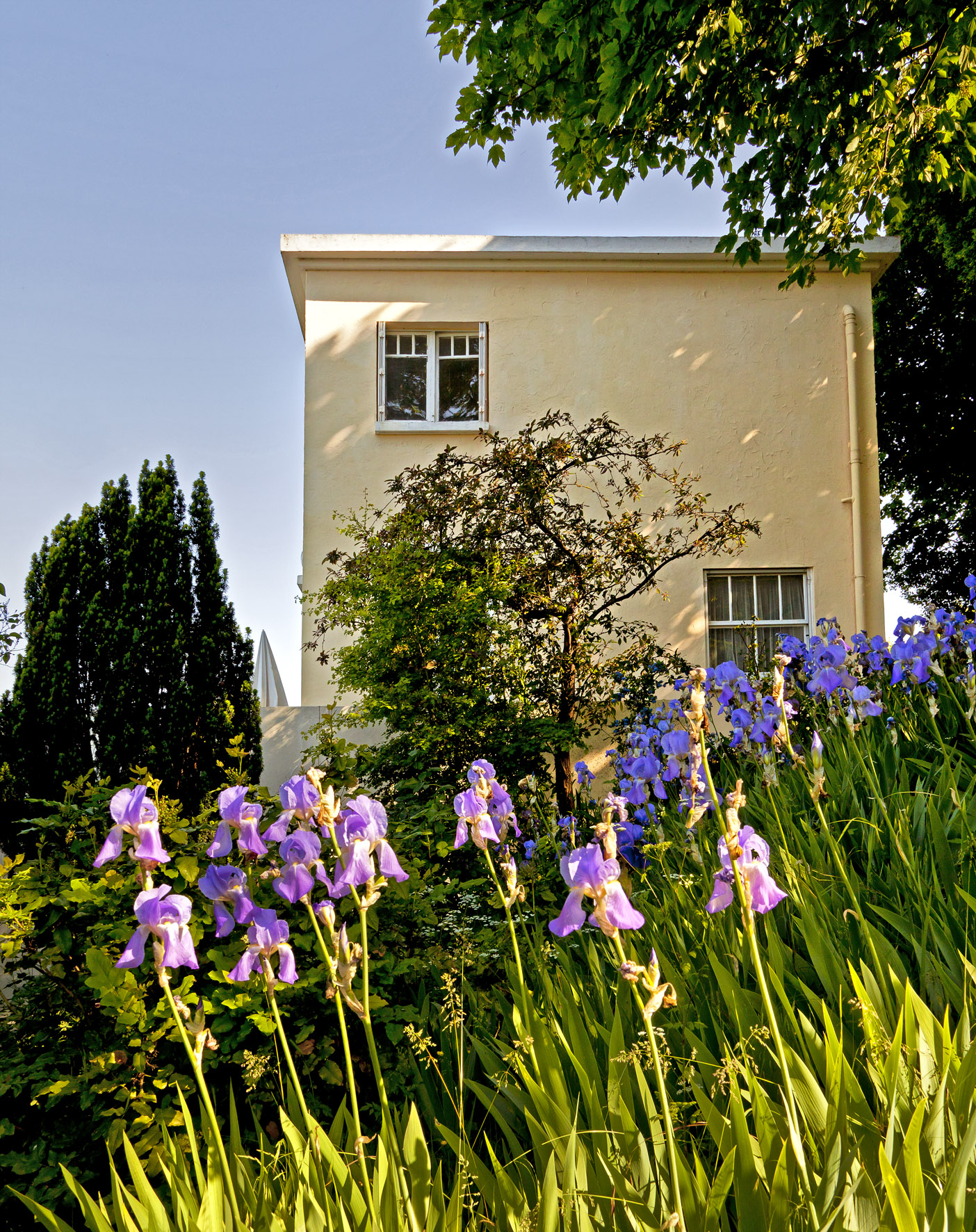
Villa Jacques Chardonne

André Bay est né à La Bonneville-sur-Iton le 19 septembre 1916, fils d'Emile Dupont (ouvrier d'usine) et de Camille Brizon, qui sera ultérieurement connue sous le nom de plume de Camille Belguise. Son père meurt en 1925 et sa mère se remarie avec l'écrivain Jacques Chardonne,, qui devient son beau-père. Cette proximité favorisera son amour des livres, mais il cultivera toute sa vie une passion pour la peinture, qu'il pratiquera parallèlement à son activité littéraire.
Il a pour ami le peintre Mario Prassinos, ami de jeunesse devenu lui aussi parisien, auquel il eut recours, à ses débuts, aux talents de graphiste-illustrateur dans l'édition. Mario Prassinos fut à l'origine du nom de plume d'André Bay, après avoir porté celui de André Boutelleau pendant les études : le livret militaire stipule André Dupont « dit André Boutelleau », le A. B. devenant André Bay lors de l'édition d'un cahier.
Le peintre Maurice-Élie Sarthou est aussi son ami. Voisin de rue parisien, il était partenaire à la pétanque les dimanches matin à la fin des années 1950 lors de rencontres boulistes « littéraires » aux Arènes de Lutèce. Ces rencontres s'organisaient autour de Jean Paulhan qui habitait en face du square des Arènes et regroupaient là critiques littéraires, éditeurs et écrivains, dont les fidèles Jérôme Lindon, Maurice Toesca et le passager Claude Simon. Sarthou a aussi éré initiateur de l'orientation vers les arts de Didier Bay et un autre fidèle des parties de pétanque.
Il rencontre Gian Berto Vanni, un peintre illustrateur photographe italien, qu'il hébergea et domicilia rue de la Clef, le temps de son mariage avec Franny, une américaine, et de la naissance de leur fils Ruggero Vanni en 1958.
Il est ami également de Max Ernst, voisin en Touraine, à Huismes au début des années 1960, avec qui il échangea également quelques dîners et parties de pétanque autour de discussions à propos d'anecdotes de la guerre, Max Ernst ayant été réfugié en France et interné par Vichy, à propos des surréalistes, ou des aventures américaines, narrées par Max avec beaucoup d'humour et malice.
Il fait bien d'autres rencontres, dont Jean Rostand et Roger Caillois et une multitude de rencontres littéraires dont « ses » auteurs, c'est-à-dire qu'il publia ou aida à faire publier, dont Amélie Nothomb, et d'autres affinités de lecteur, entre autres dans les champs du naturalisme, plantes, insectes, minéraux…
Il se marie une première fois à Paris (5e) le 9 novembre 1939, avec Odette Desmond qui se suicide le 3 août 1964. Odette et André ont eu deux enfants, Claire (2 aout 1942) et Didier (21 juin 1944).
En 1940, il entre aux éditions Stock, dirigées alors par Jacques Boutelleau (Chardonne) et Maurice Delamain, qu'il considérait comme son « oncle » alors qu'ils n'avaient aucun lien familial. Il en devient, l'année suivante, le directeur littéraire et le reste pendant 40 ans. Il y crée en 1941 la collection du Nouveau Cabinet cosmopolite.
Parallèlement à son métier d’éditeur, il publie dès 1939 de brèves variations sur l’amour (Amor, Intimité, Où sont nos amoureuses?), suivi, aux éditions Gallimard, d’un roman plus important intitulée L’École des vacances (1950), qui sera sélectionné pour le prix Femina. Aux mêmes éditions, il publie ensuite les romans La Fonte des neiges (1953) et La Carte du tendre (1959).
En 1948, il fonde le prix du Meilleur livre étranger avec Raymond Queneau et Jean Blanzat.
Il se remarie à la Frette-sur-Seine le 10 juillet 1965 avec Marie-Pierre Thomas-Castelnau. Marie-Pierre et André ont eu un fils, Nicolas Bay-Castelnau.
De 1971 à 1998, il préside l'« Association des Amis de Chardonne », créée par Ginette Guitard-Auviste, biographe de Chardonne.
En 1980, il laisse la direction de la collection le Nouveau Cabinet cosmopolite à son épouse Marie-Pierre Bay, également traductrice.
Camille Belguise meurt en août 1980 et, dès 1981, André Bay s'installe dans la "Villa Jacques Chardonne" avec Béatrice Commengé, traductrice et écrivain.
En 1987 est créé le prix Jacques-Chardonne, qui durera jusqu'en 1996.
Il a traduit, entre autres, Mark Twain, Lewis Carroll, Jonathan Swift et Robert Louis Stevenson, et préfacé, notamment, les œuvres de Tolstoï (Anna Karénine), de Katherine Mansfield, de Scott Fitzgerald (Gatsby le Magnifique et Tendre est la nuit) , ou encore, de Thomas Wolfe ou d’Anaïs Nin.
Il décède le 14 janvier 2013  à Cormeilles-en-Parisis, dans la "Villa Jacques Chardonne", construite en 1926 pour son beau-père Jacques Chardonne par l'architecte Henri Pacon (photo). Il est inhumé dans le cimetière de La Frette-sur-Seine, non loin des tombes de Jacques Chardonne et de sa mère

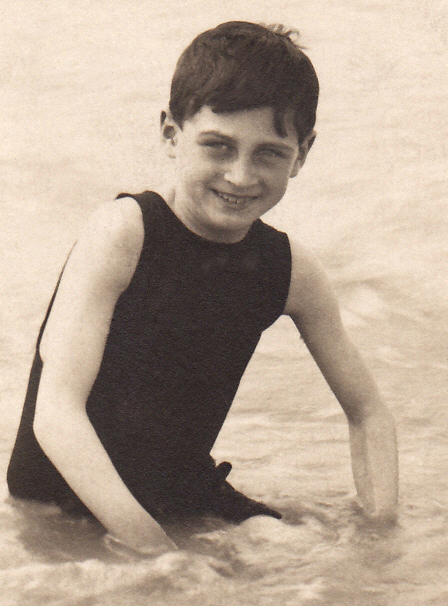
André Bay
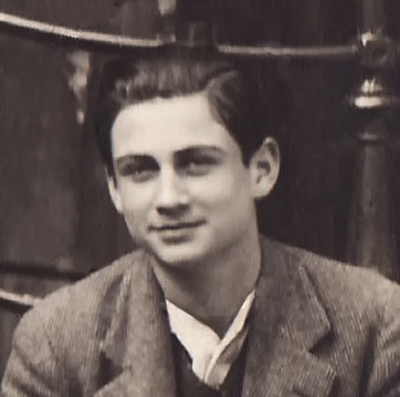
André Bay
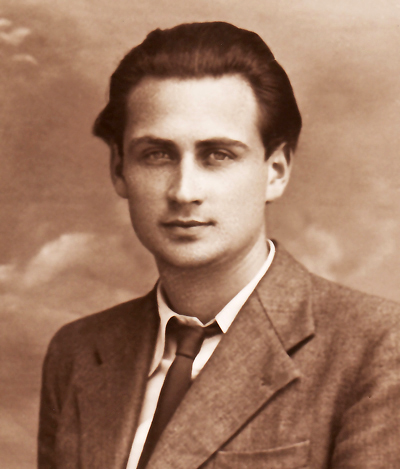
André Bay
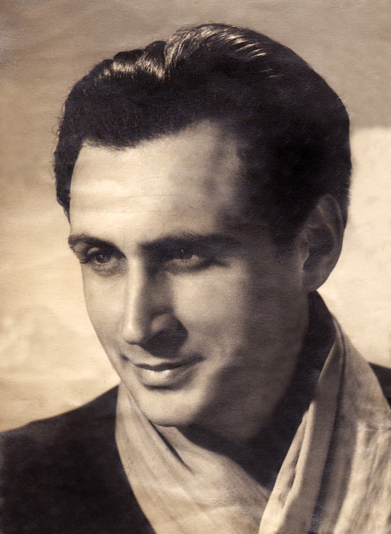
André Bay
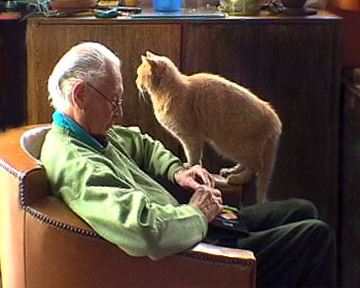
André Bay et Carlos
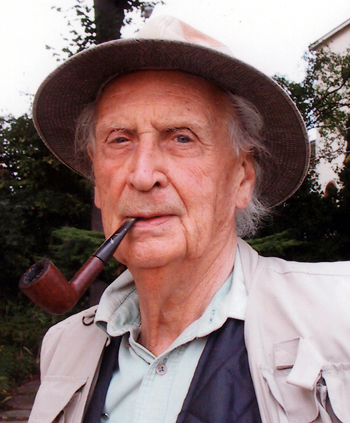
André Bay
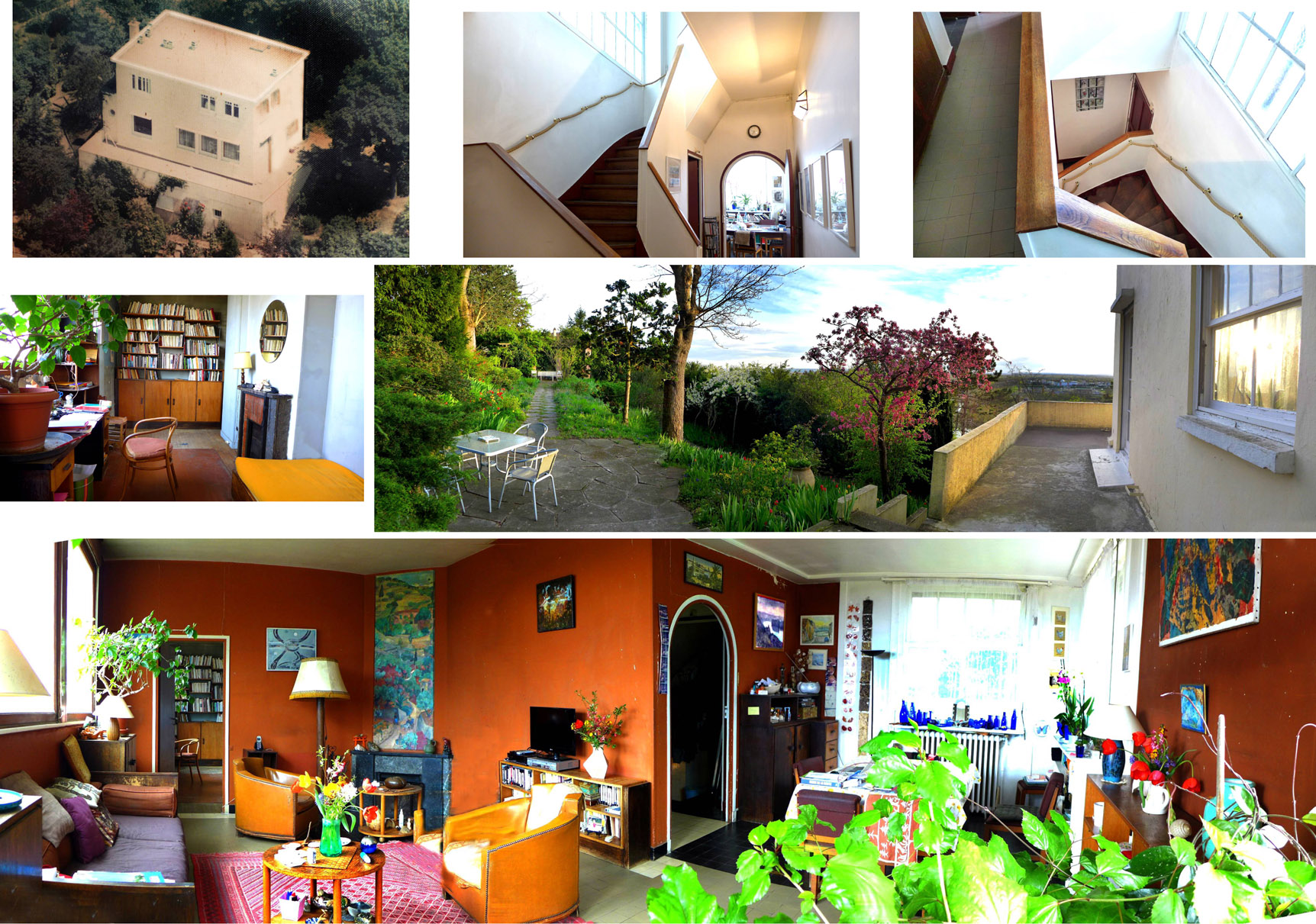
Villa Jacques Chardonne
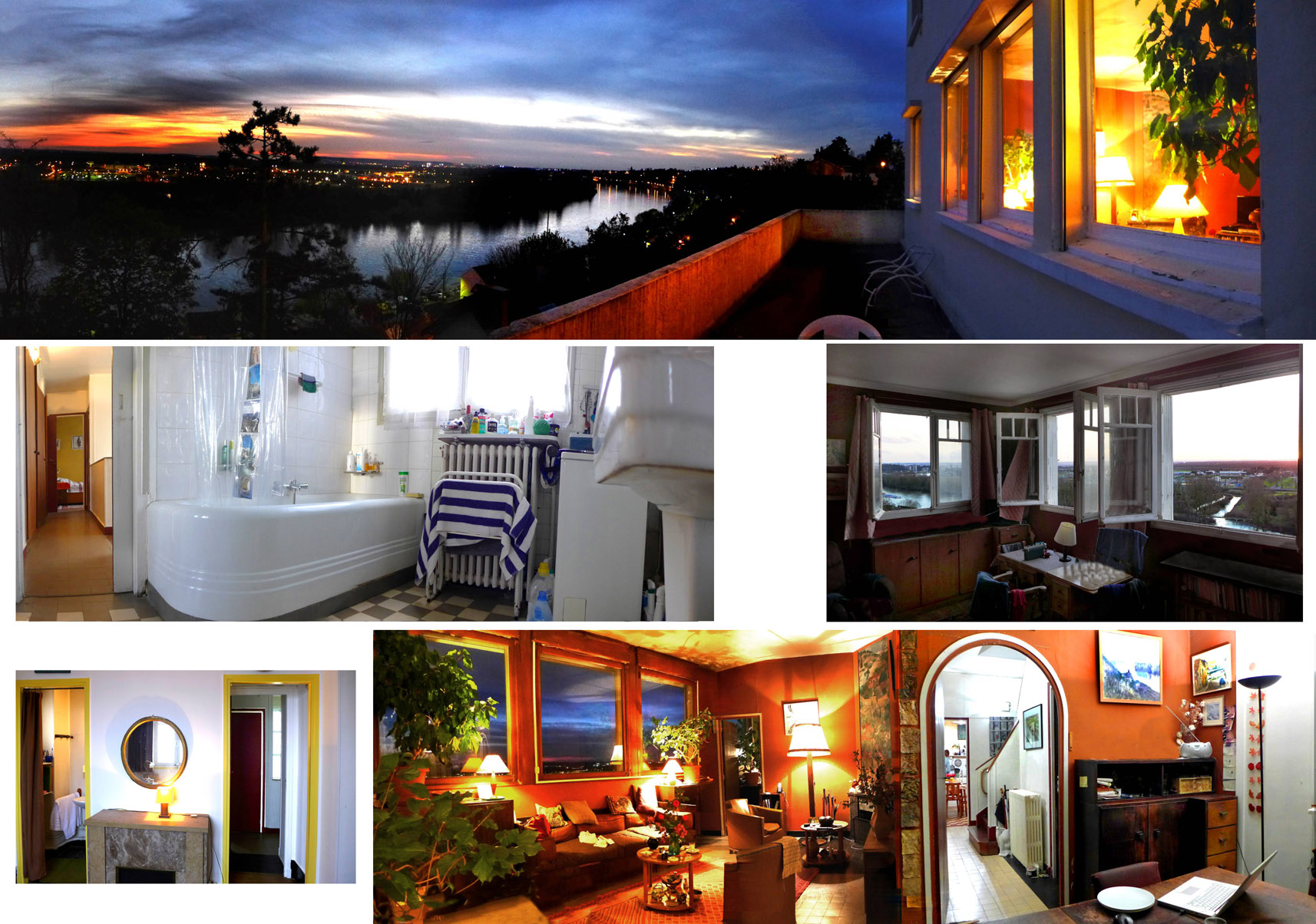
Villa Jacques Chardonne

## Œuvre
- Nouveau recueil de poésies à dire pour les enfants (Stock, 1939)
- Intimité, ou Bonheur d'un jour (Calmann-Lévy, 1944)
- Où sont nos amoureuses ? (Stock, Illustrations de Mario Prassinos, 1945)
- Intimité, ou Bonheur d'un jour (Éditions Pascal, 1946)
- Amor (Revue Fontaine, Paris, collection "L'âge d'or" dirigée par Henri Parisot, couverture de Mario Prassinos, 1947)
- L'École des vacances (Gallimard, 1950)
- La Fonte des neiges (Gallimard, 1953)
- La Carte du tendre (Gallimard, 1959)
- Il fait beau, poèmes pour les enfants (Arts et Technique...)
- Comptines et poésies pour les enfants, anthologie (Stock, ..)
- Lettres à quelques-unes (Mercure de France, 1964)
- Sarthou (Pierre Cailler, 1968)
- Aimez-vous les escargots ? (Denoël, 1972)
- Des mouches et des hommes (Denoël, 1979)
- Adieu Lucy, le roman de Pascin, biographie (Albin Michel, 1984)
- Trésor des comptines (Bartillat, 1986)
- L'Énigme orchidée (Régine Deforges, 1988)
- Trésor des comptines, ou Un panier de comptines (..., 1990)
- Amor (Albin Michel, 1993)
- Trois histoires très naturelles (Des escargots, des mouches et des orchidées) (Albin Michel, 1998)
- Dérives blanches (Éditions des Vanneaux-Cécile Odartchenko, 2005)
- Aimez-vous les escargots ? (Éditions des Vanneaux-Cécile Odartchenko, 2007)

## Traductions
- La Canne du destin, de Lewis Carroll, G.L.M., 1939
- Alice au Pays des Merveilles, suivi de De l'autre côté du miroir, de Lewis Carroll, Stock,
- Les Voyages de Gulliver, de Jonathan Swift (signé André Desmond) (Stock, 1945)
- L'Île au trésor, de Robert Louis Stevenson (signé André Desmond) (Stock, 1946)
- Les Aventures de Huckleberry Finn, de Mark Twain (Stock, 1971, 1980, puis réédition chez GF-Flammarion, 1994)